# 스티븐 브래드버리
스티븐 존 브래드버리(영어: Steven John Bradbury, 1973년 10월 14일~)는 오스트레일리아의 쇼트트랙 선수, 카레이서이다.
그는 1994년 릴레함메르 동계 올림픽에 처음 참가했다. 1000 m에서는 상위권에 랭크되었지만 다른 선수의 진로 방해를 이유로 실격되었다. 그러나 5000m 계주팀의 일원으로 참가, 동메달을 획득했다. 이 메달은 오스트레일리아의 동계올림픽 참가 사상 첫 번째 메달이었다. 그 후 각종 대회에 참가했으나, 상위권에 입상하지는 못했다.
그는 2002년 솔트레이크시티 동계 올림픽에서 그다지 주목받는 선수가 아니었으나, 1000 m 대회에서 아무도 예상하지 않던 금메달을 땄다. 준결승전에서 유력한 우승후보인 대한민국의 김동성 등과 함께 달렸으나, 김동성과 다른 선수가 엉켜 넘어지면서 운좋게 1위로 들어온 데 이어, 결승전에서도 대한민국의 안현수, 미국의 아폴로 안톤 오노 등의 다른 유력 우승 후보들이 모두 골인 직전 엉켜 넘어지면서 꼴찌로 달리던 그가 다른 선수들을 앞질러 1위로 결승점을 통과했다. 올림픽 역사상 가장 운 좋게 금메달을 딴 선수 중 하나라고 평가받는 그는 이 금메달로 오스트레일리아 최초의 동계올림픽 금메달리스트가 되어 오스트레일리아의 영웅이 되었으며, 오스트레일리아 우정공사는 그를 기념하는 우표까지 발행하였다. 정부로부터 훈장을 받기도 했다. 그 후 곧 쇼트트랙 선수에서 은퇴했다.

## 상훈
- 오스트레일리아 훈장(2007년 1월 26일)
- 센테너리 메달(2001년 1월 1일)